# Дружба (Кошехабльський район)
Дружба (рос. Дружба; адиг. Зэкъошныгь) — селище Кошехабльського району Адигеї Росії. Адміністративний центр Дмитрієвського сільського поселення.
Населення — 780 осіб (2015 рік).

## Вулиці
Усього 15 вулиць:
- Весела,
- Заводська,
- Зелена,
- Колгоспна,
- Травнева,
- Миру,
- Нова,
- Поштова,
- Промислова,
- Пряма,
- Садова,
- Степова,
- Центральна,
- Шкільна,
- Шосейна.